# Лукаш Феррейра
Лу́каш Мануе́л Сі́лва Ферре́йра (порт. Lucas Manuel Silva Ferreira; нар. 25 листопада 2006) — португальський футболіст, півзахисник швейцарського клубу «Люцерн».

## Клубна кар'єра
Вихованець академії «Люцерна». 26 липня 2025 року дебютував в основному складі «Люцерна» в матчі Суперліги проти «Грассгоппера», вийшовши на заміну травмованому Юліану фон Моосу. В цій ж грі забив свій перший гол у професіональній кар'єрі, принісши перемогу своїй команді (3-2). 31 липня 2025 року підписав з клубом свій перший професіональний контракт, що розрахований до літа 2028 року.

## Статистика виступів
Станом на 9 серпня 2025
| Клуб              | Сезон             | Чемпіонат         | Чемпіонат | Чемпіонат | Кубок | Кубок | Єврокубки | Єврокубки | Інші  | Інші | Всього | Всього |
| Клуб              | Сезон             | Дивізіон          | Матчі     | Голи      | Матчі | Голи  | Матчі     | Голи      | Матчі | Голи | Матчі  | Голи   |
| ----------------- | ----------------- | ----------------- | --------- | --------- | ----- | ----- | --------- | --------- | ----- | ---- | ------ | ------ |
| Люцерн            | 2025–26           | Суперліга         | 3         | 2         | 0     | 0     | —         | —         | —     | —    | 3      | 2      |
| Всього за кар'єру | Всього за кар'єру | Всього за кар'єру | 3         | 2         | 0     | 0     | 0         | 0         | 0     | 0    | 3      | 2      |